# ドクター・デスの遺産
『ドクター・デスの遺産』（ドクター・デスのいさん）は、中山七里の推理小説。刑事犬養隼人シリーズ第4作。『日刊ゲンダイ』で2015年11月3日号から2016年4月30日号まで連載され、大幅に加筆修正されたうえで2017年5月31日に角川書店より単行本として発売された。
安楽死をテーマとした作品。依頼を受けて患者を安楽死させる謎の医師を追うミステリでありながら、生きる権利と死ぬ権利、相反する当事者たちの相克と懊悩など、禁断の領域に切り込み、安楽死の是非や命の尊厳とは何かを問いかける問題提起作でもある。そして医療もの、刑事もの、さらには家族ものとしても読めるようになっている。
2020年に映画化（後述）。

## あらすじ
「悪いお医者さんが来てお父さんを殺しちゃった」――警視庁本部の指令センターに入った1本の通報。当初はただの子供の悪戯かと思われたが、刑事の犬養隼人と高千穂明日香がその子供・馬籠大地の家に向かったところ、大地の父・馬籠健一の葬儀が確かに営まれていた。長く肺がんを患っていたが、結局は心不全を起こして亡くなったのだという。一見不審な点は無いように見られたが、いつもの主治医が最期を看取る前にもう1組、別の医師と看護師が来ていたことを高千穂が大地から聞き出したため、犬養は急遽、鑑定処分許可状をとって遺体を法医学教室へ送る。その結果、血液中のカリウム濃度が異常な高値を示していることが判明する。そして別の医師の存在を隠していた健一の妻で大地の母である馬籠小夜子を取り調べると、〈ドクター・デスの往診室〉というインターネットのサイトにアクセスし、病気で苦しんでいた健一本人同意のもと、20万円で安楽死を依頼していたことを白状する。
ドクター・デスとは、積極的安楽死を推奨した病理学者のジャック・ケヴォーキアンの異名。チオペンタールの点滴によって患者を昏睡状態に陥らせた後、塩化カリウムの点滴で患者を心臓発作で死に至らしめる自殺装置を考案した。スイス・オランダ・ベルギーなど条件付きで安楽死を合法としている国は確かに存在するが、日本では認められておらず、東海大学安楽死事件でも、家族に求められて患者に塩化カリウム製剤を注射して死に至らしめた医者には懲役2年・執行猶予2年の有罪判決が下されている。サイトが開設されたのは2年前、そしてそこに書かれていた「今までに何人も安楽死を手掛けている」という一文から、馬籠家の一件は氷山の一角であると犬養の上司・麻生は指摘する。
マスコミが事件を報道すると、匿名での情報も入るようになり、犬養と高千穂はサイバー犯罪対策課が調べた、過去にサイトに書き込みをした人物らとあわせて1つ1つあたっていくことになる。その中には塩化カリウムを使ったドクター・デスの犯行と思われるものも見られたが、遺族の反応は渋々ながら関与を認める者と真っ向から否定する者に大きく分かれ、認める者からもドクター・デスについての証言で共通するのは“頭頂部が禿げあがった小男だが、顔そのものは特徴が無い”ということだけだった。しかしドクター・デスの案件の1つと思われる北条正宗宅での捜査中、同行していた看護師の人相については覚えている者が見つかり、各都道府県のナースセンターに照会したことから元看護師の雛森めぐみの存在が浮上。町田署が任意同行をかけ、犬養が取り調べを行い、ドクター・デスが寺町亘輝という名前であること、今までに12件ほどケータイで呼び出され、補助するだけで1回6万円が支払われたこと、注射の中身は抗がん剤の一種だと思っていたことなどを白状する。
ドクター・デスが今までに関与した案件がはっきりしたことから、捜査本部は寺町が訪れた場所を徹底的に調べ、共通した藻を検出する。その生息分布が3か所の河川敷に限られたことから、犬養に指名された葛城公彦がNPOの職員を装って河川敷のホームレスたちに聞き込みを続け、ついに松戸市江戸川の河川敷で「テラさん」と呼ばれている男・寺町亘輝がドクター・デスの人相と一致することを突き止める。40名の捜査員に包囲された寺町はあっさり捕まり、事件は終わりかと思われたが、犬養は全てがうまくいきすぎていると感じていた。捜査に進展が見られなかった時、最終手段として自らが依頼者となり、娘・沙耶香の安楽死を依頼したものの、あっさり裏をかいて警告してきたドクター・デス。複数の案件の中で、唯一チオペンタールが使われなかった安城邦武の案件について、敬愛するジャック・ケヴォーキアンの方式を採用していないそれは自分の犯行ではないときっぱり主張してきたドクター・デス。人物像にも違和感を感じながら取り調べを続けていた犬養は、寺町の言葉に愕然とする。そしてそんな犬養の携帯に、本物のドクター・デスから連絡が入る。
数日後、犬養は娘の病室で真犯人逮捕の報告をしていた。しかし「犯人は捕まえたが、罪をつかまえられなかった」と、本物のドクター・デスと自分との最後のやりとりを思い起こす。

## 登場人物

### 警察関係者
犬養 隼人（いぬかい はやと）
警視庁捜査一課・麻生班の刑事。
腎不全で病気療養中の娘・沙耶香がいるため、安楽死に加担した家族たちの弱さを責める気になれず、自身もそういう状況になれば誘惑を断ち切れる自信は無いと思っている。
高千穂 明日香（たかちほ あすか）
犬養と行動を共にする捜査一課に配属されてまだ間もない女性刑事。現在は技能指導員と組んでの仕事も並行している。
遺族たちがドクター・デスに感謝している話を聞いているうちに、安楽死は本当に犯罪なのかと悩むようになる。
麻生（あそう）
警視庁捜査一課の班長。犯罪者の次に、妙な宗教に凝り固まった人間や、マスコミでコメントを垂れ流す社会心理学者という人種を毛嫌いしている。
ドクター・デスについては、個人の死ぬ権利を尊重すると言いつつ結局は自分の殺人衝動を満足させているだけだと憤っている。
村瀬（むらせ）
管理官。
津村（つむら）
捜査一課長。
高梨（たかなし）
麻生班の刑事。
三雲（みくも）
サイバー犯罪対策課の班長。以前の事件で犬養とは顔見知り。
蔵間（くらま）
法医学教室の准教授。42歳。理知的な目が印象的。犬養とは顔見知りだが、高千穂とは初対面。
御厨（みくりや）
検視官。北条正宗の検死をする。
葛城 公彦（かつらぎ きみひこ）
犬養の後輩刑事。桐島班所属で、階級は巡査部長。ひどく穏やかな目をしており、とても刑事には見えない。仕事は丁寧。
倉科 恵子（くらしな けいこ）
警視庁本部の通信指令センター所属。馬籠大地からの通報を受け、同期の高千穂に相談する。
北園 深雪（きたぞの みゆき）
通信指令センター所属。不審な匿名電話を受ける。

### 依頼人とその関係者
馬籠 大地（まごめ だいち）
8歳。父親の健一が殺されたという110番通報を2日続けて行う。練馬区石神井町2丁目在住。
馬籠 健一（まごめ けんいち）
大地の父。自動車部品を扱う工場を経営していたが、4年前から体調を崩し、肺がんが判明した。入院治療を行うが回復せず、3年目からは医療費を捻出できなくなり、自宅療養を続けていた。
馬籠 小枝子（まごめ さえこ）
健一の妻で大地の母。
馬籠 啓介（まごめ けいすけ）
健一の甥。
巻代（まきだい）
練馬区で開業している医師。馬籠家の主治医であり、健一の臨終を看取った。往診時には黒塗りのセダンを使う。
紅林（くればやし）
馬籠家の隣人。
増渕 耕平（ますぶち こうへい）
全身性エリテマトーデスを患う長女・桐乃（きりの）の安楽死を依頼しようとしたことがある。サイト訪問時の半年後に桐乃は死亡している。50代の気弱そうな男。自宅は市原市にあり、妻も同じ病気でずいぶん前に亡くなっているため、現在は1人で住んでいる。
安城 邦武（あんじょう くにたけ）
川崎在住。重軽傷者14人を出した西端（にしはた）化成の爆発事故で、薬品を浴びて十数か所の裂傷と火傷を負い、顔は膨れ上がり身内でも見分けがつかないくらいの状態で西端病院に入院していたが、高カリウム血症で死亡した。妻の冴美（さえみ）、長男の英之（ひでゆき）、長女の久瑠美（くるみ）がいる。
宇都宮（うつのみや）
勤務医。安城邦武の主治医。
小菅 仁一（こすげ じんいち）
事故のあった西端化成の化学工場第二プラントの工区長。安城の直属の上司。愛煙家。
立花 志郎（たちばな しろう）
安城の部下。20代。事故の時に逃げ遅れたが、安城に助けられた。
柳原 正也（やなぎは らまさや）
第二工区の作業員。安城を慕っていた。
岸田 聡子（きしだ さとこ）
大田区池上9丁目の古いマンションの8階在住。47歳。「ドクター・デスの往診室」にコメントを残したことがある。息子の正人（まさと）は拡張型心筋症だったが、去年8月に24歳で心不全で亡くなっている。夫は外に女を作って出ていったため、正人が20歳のころに離婚している。サイトには“クレバーチャイルド”というアカウント名で書き込みしていた。
砺波 達志（となみ たつし）
千葉県市川市行徳在住。市内の自動車製造工場に勤める55歳。一昨年の11月に母親の多津（たづ）が認知症および心疾患で自宅療養中に突然死している。妻は多津が認知症を患ったころに出て行った。介護に大変だった時、徘徊しても警察は探してくれず、国も補助も施設も用意せず何もしてくれなかったと恨んでいる。
北条 正宗（ほうじょう まさむね）
10月28日午前1時35分永眠。享年90。成城の高級住宅街に邸宅をもち、総資産400億、傘下に23の企業がある北条グループの総帥で「昭和の妖怪」という異名をとる。寝たきりの状態でも細々とした指示を出し続けていた。前触れもなく倒れ、発見された時には大腸がんが肝臓や肺まで転移しているステージ4の状態だった。
北条 英輔（ほうじょう えいすけ）
正宗の息子。痩せぎすの50代半ば。家族は静江（しずえ）という妻、他所に住んでいる学生の孝之（たかゆき）という息子がいる。加寿子のことは生まれが下賤だと嫌っている。
山岸 加寿子（やまぎし かずこ）
英輔の母が亡くなった後に正宗の後妻の位置にいる女。60歳くらい。惣一（そういち）という一人息子がいる。経営の才能があり、性格も温和なため惣一は正宗に認知されているが、加寿子とは籍を入れていない。惣一を時期継承者にしたいと考えており、英輔のことを快く思っていない。
帆村（はんむら）
正宗の主治医。
古舘（ふるたち）
北条グループの顧問。
久津輪 博信（くつわ ひろのぶ）
48歳。出雲市在住。末期のすい臓がんで、自ら安楽死をドクター・デスに依頼する。妻と長男の3人暮らし。

### その他
沙耶香（さやか）
犬養の娘。腎不全で帝都大附属病院に入院中。
犬養がおとりとなってドクター・デスに依頼する計画を打ち明けられ最初は憤慨するが、「ちゃんと責任もって最後まで護ってよ」とはっぱをかける。
雛森 めぐみ（ひなもり めぐみ）
元看護師。37歳。5年前に勤めていた病院が倒産してからは、スーパーや衣料量販店のバイトで食いつないでいる一人暮らし。両親とは死別、兄弟はいない。結婚歴あり。
寺町 亘輝（てらまち のぶてる）
頭頂部が禿げあがった小男。
ブライアン・ホール
国境なき医師団のアメリカ人医師。どんな状況でもユーモアを忘れず、知識と情熱の全てを治療に捧げる。

## 書評
内田剛は、「登場人物の底知れぬ人間らしさが印象的だ。人は誰しも直接的な死と対峙しなければ真剣に『安楽死』について考えないだろう。この作品は単なる問題提起の書ではない。来るべき現実に向けた語り合うべき実用書だ。」と述べた。書評家の東えりかは、「後半語られる『安らかな死』に対する攻防に息を呑む。終末医療に関して、喫緊に解決されるべき課題だと思う。」と述べている。

## 映画
『ドクター・デスの遺産-BLACK FILE-』（ドクター・デスのいさん ブラック・ファイル）のタイトルで映画化され、2020年11月13日に公開された。主演は綾野剛。
「2人を対等なパートナーにしたい」という深川栄洋の意向もあり、綾野演じる犬養は破天荒な直感型、北川景子演じる高千穂は冷静沈着な頭脳派として原作とは異なる設定で描かれている。また、寺町亘輝役の柄本明と雛森めぐみ役の木村佳乃の出演はポスターや予告でも名前が伏せられており、公開後の11月27日にシークレットキャストとして発表された。
公開初週土日2日間の2020年11月14、15日で動員10万2000人、興行収入1億3600万円を記録し、映画観客動員ランキング（興行通信社調べ）は初登場第2位。11月22日には大ヒット御礼舞台挨拶が行われ、綾野と映画オリジナルキャラクターの沢田圭を演じた岡田健史が登壇し、その時の模様を収めた特別映像が12月4日より本編エンドロール終了後に追加で上映された。

### キャスト
- 犬養隼人：綾野剛
- 高千穂明日香：北川景子[9]
- 沢田圭：岡田健史[15]
- 室岡純一：前野朋哉[16]
- 青木綾子：青山美郷[16]
- 馬籠健一：松原正隆[17]
- 馬籠小枝子：ホーチャンミ[18]
- 犬養沙耶香：田牧そら[19]
- 麻生礼司：石黒賢[16]
- 寺町亘輝：柄本明
- 雛森めぐみ：木村佳乃

### スタッフ
- 原作：中山七里『ドクター・デスの遺産』（角川文庫 / KADOKAWA刊）
- 監督：深川栄洋
- 脚本：川﨑いづみ
- 音楽：吉俣良
- 主題歌：［Alexandros］「Beast」（UNIVERSAL J / RX-RECORDS）[20]
- 製作：沢桂一、池田宏之、森田圭、菊川雄士、藤本鈴子、安部順一
- エグゼクティブプロデューサー：伊藤響、鈴木光
- プロデューサー：櫛山慶、岡田和則
- 撮影：藤石修
- 照明：吉角荘介
- 美術：瀬下幸治
- 装飾：高橋光
- 録音：林大輔
- 編集：阿部亙英
- 視覚効果：松本肇
- 音響効果：齋藤昌利
- スクリプター：杉山昌子
- スタイリスト：浜井貴子
- ヘアメイク：井川成子、小山徳美
- 製作担当：根津文紀、島根淳
- ライン・プロデューサー：宿崎恵造
- 配給：ワーナー・ブラザース映画
- 制作プロダクション：光和インターナショナル
- 製作幹事：日本テレビ放送網
- 製作：「ドクター・デスの遺産-BLACK FILE-」製作委員会（日本テレビ放送網、ワーナー・ブラザース映画、KDDI、読売テレビ放送、バップ、読売新聞社、札幌テレビ放送、宮城テレビ放送、静岡第一テレビ、中京テレビ放送、広島テレビ放送、福岡放送）

### 受賞
- 第44回日本アカデミー賞 新人俳優賞（岡田健史、『望み』『弥生、三月-君を愛した30年-』とあわせて）[21]

## オーディオブック
2022年1月28日よりListenGoで配信された。ナレーターは杉村憲司。